# Duomyia rasa
Duomyia rasa är en tvåvingeart som beskrevs av Mcalpine 1973. Duomyia rasa ingår i släktet Duomyia och familjen bredmunsflugor. Inga underarter finns listade i Catalogue of Life.